# L'Impératrice rouge
Pour les articles homonymes, voir Rouge Impératrice.
Pour plus de détails, voir Fiche technique et Distribution.
L'Impératrice rouge (The Scarlet Empress) est un film américain réalisé par Josef von Sternberg, sorti en 1934. Le film est le sixième du couple Marlene Dietrich - Josef von Sternberg, après L'Ange bleu et Cœurs brûlés en 1930, Agent X 27 (1931), Shanghaï Express (1932) et Blonde Vénus (1933).

## Synopsis
En 1744, en Russie, la princesse allemande Sophia Frederica doit épouser le grand-duc Pierre III de Russie, neveu de l'impératrice Élisabeth Ire. Frustrée par le manque d'envergure de son mari, elle séduit le comte Alexei, puis le capitaine Orlov. À la mort de l'impératrice, elle fait assassiner son époux, et devient ainsi Catherine II, impératrice de toutes les Russies.

## Fiche technique
- Titre : L'Impératrice rouge
- Titre original : The Scarlet Empress
- Réalisation : Josef von Sternberg
- Scénario : Manuel Komroff, d'après le journal de Catherine II
- Photographie : Bert Glennon
- Montage : Sam Winston, Josef von Sternberg (non crédités)
- Direction artistique : Hans Dreier (non crédité)
- Costumes : Travis Banton (non crédité)
- Musique (arrangements) : W. Franke Harling, John Leipold, Bernhard Kaun (non crédité), Oscar Potoker (en) (non crédité) et Milan Roder (non crédité)
- Effets visuels : Gordon Jennings (non crédité)
- Production : Josef von Sternberg (non crédité)
- Société de production : Paramount Pictures
- Pays de production :  États-Unis
- Format : Noir et blanc - 1,37:1 - 35mm - Son : Mono (Western Electric Noiseless Recording)
- Genre : Drame, historique et biopic
- Durée : 104 minutes
- Dates de sortie : Royaume-Uni, 9 mai 1934 (première à Londres) ; France, 5 septembre 1934 ; États-Unis, 15 septembre 1934
- Affiche : Roger Vacher (France)

## Distribution
- Marlene Dietrich : Catherine II
- John Lodge : le comte Alexeï
- Sam Jaffe : le grand-duc Pierre
- Louise Dresser : l'impératrice Élisabeth Petrovna
- C. Aubrey Smith : prince August
- Gavin Gordon : capitaine Orlov
- Olive Tell : princesse Joanna Elisabeth
- Erville Alderson : chancelier Alexey Bestuzhev-Ryumin
- Hans Heinrich von Twardowski : Ivan Shuvalov
- Maria Riva : Catherine (enfant)
- Ruthelma Stevens : comtesse Elizabeth Alexeievna
- Davison Clark : archimandrite Simeon Todorsky
- Philip Sleeman : comte Jean Armand de Lestocq
- Marie Wells : Marie Tshoglokof
- Gerald Fielding : lieutenant Dimitri

Acteurs non crédités
- John Davidson : marquis de la Chetardie
- George Davis : le bouffon
- Jane Darwell : Miss Cardell
- Harry Woods : le premier docteur

## Production
Ce film peut être considéré comme la réponse de la Paramount à la MGM, qui vient de sortir un film historique avec la prétendue « rivale » de Marlène, Greta Garbo, intitulé La Reine Christine (1933).

### Casting
Le film est la sixième et avant-dernière collaboration entre le réalisateur et l'actrice qu'il a révélée.
C'est la propre fille de Marlene Dietrich, Maria Riva, qui joue le rôle de Catherine enfant ; c'est le premier film de Sam Jaffe, qui tournera par la suite dans Quand la ville dort et Ben-Hur.

### Tournage
Maria raconte que la scène où sa mère doit tirer la corde faisant sonner la cloche annonçant sa prise de pouvoir a été tournée une cinquantaine de fois, la corde lacérant jusqu'au sang les cuisses de l'actrice.
Les tensions / réconciliations furent nombreuses au cours du tournage, entre le pygmalion et sa muse. Pour exemple, lors du tournage de la dernière scène (plan final de la Grande Catherine), « Dietrich et von Sternberg arrivèrent furieux sur le plateau et se houspillèrent mutuellement. (...) Von Sternberg était un « tyran », un « Hitler juif », un « sale petit Américain », un « monstre sadique » ! : telle était la version de Dietrich. Quant à elle, elle « était incapable de faire quoi que ce soit correctement », « les scènes les plus simples étaient au-dessus de ses moyens », et elle « hurlait dès que quelque chose ne lui convenait pas ! » : telle était la version de von Sternberg. »

## Critiques

### À la sortie du film
À sa sortie, L'Impératrice rouge recueillit des critiques désastreuses.
Homer Dickens écrit en 1974 que les critiques, à sa sortie, « qualifièrent le film de spectacle délirant, d'hallucination, de sophistication outrancière. » Thierry de Navacelle rajoute en 1982 que les critiques « taxent le film de mauvais goût, de folie, de prétention et de ridicule. »
Pour le Time Magazine, le film est une « pesante hyperbole ; le réalisateur Josef von Sternberg a réussi l'exploit invraisemblable d'ensevelir Marlène Dietrich sous un monceau de gargouilles en plâtre de Paris et de Cosaques au galop (...) La pire séquence est celle où, montant un cheval blanc, Marlène Dietrich escalade les degrés conduisant au palais. »
Le critique du New York Herald Tribune juge le film « plat, maniéré et ostentatoire. » 

### Depuis
Avec le temps, nombre de critiques ont modifié leur point de vue sur ce film, comme l'écrit Dietrich dans ses mémoires à la fin des années 1970 : « L'Impératrice rouge est aujourd'hui un classique. En 1934, il n'obtint pas le succès escompté. Nous savons tous maintenant que ce film était très en avance sur son temps. C'est sans doute pourquoi il est projeté dans les cinémathèques et les cinémas d'art et d'essai, mais aussi que des millions de spectateurs de par le monde, dans des salles de première exclusivité, continuent à le voir. Les jeunes générations adorent l'Impératrice rouge. Des adolescents m'écrivent, me parlent des costumes...surtout de mes bottes - et, par-dessus le marché, elles étaient blanches !- , du côté spectaculaire de l'œuvre, qu'ils semblent avoir parfaitement compris... beaucoup mieux que le public d'alors. Ils sont aussi fascinés par la direction artistique qu'assumait, naturellement, von Sternberg. »
Vincent Pinel : « Sternberg réécrit l'histoire pour la plus grande gloire de Marlene. (...) Ce très fascinant délire baroque n'est pas dédié au souvenir de Catherine II mais célèbre surtout le mythe de Marlene. Dans ce domaine, c'est la plus grande réussite de Sternberg. »
Jacques Siclier : « Marlene triomphante, Catherine de Russie portée par l'apothéose d'un mythe ; la réalité de l'imaginaire. »
Jean Tulard : « Un délire baroque, un chef-d’œuvre plastique : immensité des décors, beauté des images (le visage de Catherine lors de la cérémonie du mariage), constantes inventions du scénario qui donnent à Sam Jaffe (...) l'occasion d'une composition éblouissante. (...) Probablement le meilleur film du couple Sternberg-Dietrich, mais qui fut un gros échec financier pour la Paramount. »
Thierry de Navacelle : « C'est un film extravagant et magnifique, animé d'un souffle puissant, dû à une sorte de libération de Sternberg dans le mouvement. (...) Ici, grâce à la caméra, au montage et à ses fameuses surimpressions, Sternberg nous transporte en quelques secondes au cœur même de la Russie, avec tout ce que cela comporte d'excessif et de démesuré. Le directeur artistique Hans Dreier accompli des prodiges pour reconstituer tout le fantastique de ce palais sans doute totalement imaginaire. On aborde là un spectacle où la richesse de l'image et des décors, et la maîtrise de la mise en scène ont un peu trop tendance à écraser les acteurs. »